# Bergense School
De Bergense School is een stroming in de Nederlandse schilderkunst tussen 1915 en 1925 die wordt gekenmerkt door een expressionistische stijl met kubistische invloeden en donkere tinten. De kunstenaars woonden en werkten in of nabij het Noord-Hollandse kunstenaarsdorp Bergen.

## Ontstaan
In Bergen (NH) hebben al veel Nederlandse kunstenaars geleefd en gewerkt; het staat bekend als 'kunstenaarskolonie'. Tussen 1915 en 1925 kreeg hier de Bergense School in de Nederlandse schilderkunst vorm. De meeste schilders van de groep vonden dicht bij elkaar huisvesting aan de Buerweg, in de buurtschap Westdorp, tussen Bergen en Bergen aan Zee.
De Franse schilder Henri Le Fauconnier en de Nederlandse schilder Piet van Wijngaerdt waren grondleggers van deze stroming. Ze kregen veel navolging van jonge schilders, die tegen het impressionisme ageerden, net zoals dat in Frankrijk gebeurde met het fauvisme en in Duitsland met het expressionisme. De schilderkunstige theorieën van de groep zijn door Le Fauconnier voor een groot deel opgeschreven in het tijdschrift Het Signaal.
De kunsthistoricus F.M. Huebner was de eerste die erover schreef.

## Kenmerken
De werken van deze school kenmerken zich door figuratie met kubistische invloeden en een expressionistische toets in donkere tinten.
De schilders hadden een voorkeur voor het stilleven en de menselijke figuur. De beweging werd een eerste originele uiting van wat later het Nederlandse expressionisme zou gaan heten.

## Vertegenwoordigers
Tot de meest aansprekende en consequente kunstenaars, die tot deze groep van Bergense avant-gardisten worden gerekend, behoorden Charley Toorop, Leo Gestel en John Rädecker. Vooral de Amsterdamse kunstverzamelaars Piet Boendermaker en Kees Baard zorgden voor de bekendheid van deze Bergense School. Tot de Bergense school worden ook gerekend: 
- Else Berg
- Gerrit van Blaaderen
- Kees Boendermaker
- Arnout Colnot
- Edgar Fernhout
- Dirk Filarski
- Johannes Graadt van Roggen
- Adriaan Lubbers
- Jaap Weyand
- Jan van Herwijnen
- Frans Huysmans
- Fokke Kamstra
- Jac. J. Koeman
- Germ de Jong
- Harry Kuyten
- Kees Maks
- Kasper Niehaus
- Jan Ponstijn
- Marie van Regteren Altena
- Jan Hendrik Roggeveen[3]
- Frieda Rutgers van der Loeff
- Jaap Sax
- Mommie Schwarz
- Jan Sluijters
- Wim Schuhmacher
- Dirk Vis
- Tjipke Visser
- Matthieu Wiegman
- Piet Wiegman
- Piet Worm

Verwante schilders zijn verder Jelle Troelstra, Henri ten Holt, Bernard Essers, Hendrik Chabot en Thé Lau.
Schilders als Karel Colnot, Jaap Min en Henk van den Idsert zijn van een latere generatie, maar ze zijn hun schilderkunst in de trant van de Bergense School begonnen. Later kozen ze een andere weg.
Het Museum Kranenburgh in Bergen bezat en het Stedelijk Museum Alkmaar bezit in de vaste collectie een aanzienlijk aantal werken van vertegenwoordigers van de Bergense School.

## Verwante stromingen
Henri Le Fauconnier was al in 1912, samen met Fernand Léger en Piet Mondriaan, lid van de Amsterdamse Moderne Kunstkring. In Groningen werd in 1917-1918, een paar jaar na het ontstaan van de Bergense School, De Ploeg opgericht. De centrale figuur hierin was Jan Wiegers. Hier werd ook expressionistisch gewerkt, maar wel werd het kleurenpalet heel wat uitbundiger gehanteerd. De Ploeg werd in de manier van schilderen door het Duitse expressionisme van Ernst Kirchner beïnvloed en maatschappelijk door het opkomende socialisme.

## Tentoonstelling
Het Singer Laren hield van 19 september tot 29 november 2015 een tentoonstelling over de Bergense School met de titel Bergense School. De eerste Hollandse expressionisten. Dit was ook de titel van het begeleidende boek. 